# Wilmington (Vermont)
Wilmington es un pueblo ubicado en el condado de Windham en el estado estadounidense de Vermont. En el año 2010 tenía una población de 1,232 habitantes y una densidad poblacional de 11.5 personas por km².

## Geografía
Wilmington se encuentra ubicado en las coordenadas 42°52′59″N 72°52′2″O / 42.88306, -72.86722.

## Demografía
Según la Oficina del Censo en 2000 los ingresos medios por hogar en la localidad eran de $37,396 y los ingresos medios por familia eran $46,786. Los hombres tenían unos ingresos medios de $29,511 frente a los $23,417 para las mujeres. La renta per cápita para la localidad era de $25,171. Alrededor del 15.6% de la población estaban por debajo del umbral de pobreza.